# Terebratulida
Terebratulida são uma das três ordens de braquiópodes sobreviventes até aos dias de hoje da classe Rhynchonellata, sendo que as outras são Rhynchonellida e Thecideida. O nome Terebratula, pode derivar do latin “terebra” que significa “broca” mais o sufixo diminutivo latino ”-tula” que muitas vezes que refere a forma pequena ou graciosa de algo, um referência óbvia ao seu especializado pedúnculo que se fixa em superfícies duras.
Da aparente semelhança  das conchas deste grupo taxionómico com as antigas lamparinas a óleo romanas, deriva o nome comum de “concha lâmpada”.

### Características Morfológicas
Os Terebratulida têm tipicamente formas biconvexas que usualmente são ovoides a circulares no seu perímetro. Podem ser tanto lisas com ter costelas radiais. O braquídio que funciona como suporte do lofóforo tem a forma de um laço em contraste da espiral dos spiriferideos. Também se distinguem por uma linha de charneira reduzida, com valvas pontuadas, ou seja, perfuradas na sua microestrutura. Camada secundária da concha fibrosa. Existe uma abertura circular para o pedúnculo, o foramen, localizado na extremidade umbonal anterior da valva peduncular.

### Origem e Evolução
Pensa-se que os Terebratulida tenham evoluído dos Atripídios, durante o Silúrico médio ou mesmo inferior. Os primeiros géneros eram de concha praticamente circular ou oval alongada, lisa ou então, mas menos frequente, mais ou menos finamente costilhada. Cronológicamente mais tarde, durante os períodos Cretácico e Cenozóico, aparecem espécies francamente costilhados. A maior parte dos braquiópodes viventes pertence a esta ordem.

### Classificação[3]
| Ranking                  | Taxon                                          | Distribuição Temporal                                                                 |
| ------------------------ | ---------------------------------------------- | ------------------------------------------------------------------------------------- |
| Subordem                 | Terebratulidina Waagen,1883                    | Devónico Inferior–Holocénico                                                          |
| Superfamília             | Stringocephaloidea King,1850 †                 | Silúrico (?Pridoliano), Devónico Inferior (Lochkoviano)–Devónico Superior (Frasniano) |
| Família                  | Centronellidae Waagen,1882 †                   | Devónico Inferior (Lochkoviano)–Devónico Médio (Givetiano)                            |
| Família                  | Stringocephalidae King,1850 †                  | Devónico Médio (Eifeliano Superior–Givetiano)                                         |
| Família                  | Meganterididae Schuchert & LeVene,1929 †       | Silúrico (?Pridoliano), Devónico Inferior (Lochkoviano)–Devónico Médio (Givetiano)    |
| Família                  | Rhipidothyrididae Cloud,1942 †                 | Devónico Inferior (Lochkoviano)–Devónico Superior (Frasniano)                         |
| Família                  | Uncertain , †                                  | Devónico Médio (Givetiano)                                                            |
| Superfamília             | Cryptonelloidea Thomson,1926 †                 | Devónico Inferior (Emsiano)–Triássico Superior (Noriano)                              |
| Família                  | Cranaenidae Cloud,1942 †                       | Devónico Inferior (Emsiano)–Pérmico                                                   |
| Família                  | Notothyrididae Licharew,1960 †                 | Carbonífero (Bashkirianoo)–Pérmico (Changhsingiano)                                   |
| Família                  | Labaiidae Licharew,1960 †                      | Pérmico (Lopingiano)                                                                  |
| Família                  | Cryptonellidae Thomson,1926 †                  | Topo d/Devónico Inferior–Triássico Superior (Noriano)                                 |
| Família                  | Cimicinellidae Stehli,1965 †                   | Devónico Inferior (Emsiano)–Devónico Médio (Eifeliano)                                |
| Família                  | Uncertain , †                                  | Carbonífero (Mississipiense)                                                          |
| Superfamília             | Cryptonelloidea Schuchert,1913 †               | Devónico Superior (Frasniano)–Jurássico Inferior                                      |
| Família                  | Dielasmatidae Schuchert,1913 †                 | Carbonífero (Mississipiense)–Triássico Superior, ?Jurássico Inferior                  |
| Família                  | Heterelasminidae Licharew,1956 †               | Pérmico                                                                               |
| Família                  | Beecheriidae Smirnova,2004 †                   | Carbonífero (Lower Mississipiense)–Pérmico (Lopingiano)                               |
| Família                  | Gillediidae Campbell,1965 †                    | Carbonífero (Tournaisian)–Triássico Superior                                          |
| Família                  | Pseudodielasmatidae Cooper & Grant,1976 †      | Carbonífero (Pensilvaniense Médio)– Pérmico                                           |
| Família                  | Angustothyrididae Dagys,1972 †                 | Pérmico (Capitaniano)–Triássico Superior, ?Jurássico Inferior                         |
| Família                  | Antezeilleridae Xu & Liu,1983 †                | Triássico                                                                             |
| Família                  | Zugmayeriidae Dagys,1963 †                     | Triássico Superior– Triássico Superior (Retiano)                                      |
| Família                  | Juvavellidae Bittner,1896 †                    | Triássico Superior (Noriano)–Jurássico Inferior                                       |
| Família                  | Uncertain , †                                  | Pérmico                                                                               |
| Superfamília             | Terebratuloidea Gray,1840                      | ?Jurássico Superior, Cretácico Inferior (Berriasiano)–Holocénico                      |
| Família                  | Terebratulidae Gray,1840                       | Paleogénico (Paleocénico)–Holocénico                                                  |
| Família                  | Sellithyrididae Muir-Wood,1965 †               | ?Jurássico Superior, Cretácico Inferior (Berriasiano)–Paleogénico (Eocénico)          |
| Família                  | Capillithyrididae Cooper,1983 †                | Cretácico Inferior– Cretácico Superior                                                |
| Família                  | Weberithyrididae Smirnova,1990 †               | Jurássico Superior–Cretácico Inferior                                                 |
| Família                  | Gibbithyrididae Muir-Wood,1965 †               | Cretácico–Paleogénico (Paleocénico)                                                   |
| Superfamília             | Loboidothyridoidea Makridin,1964 †             | Triássico–Cretácico Inferior                                                          |
| Família                  | Loboidothyrididae Makridin,1964 †              | Jurássico Inferior (Toarciano)–Cretácico Inferior (Valanginiano)                      |
| Família                  | Plectoconchidae Dagys,1974 †                   | Triássico Superior–Jurássico Inferior                                                 |
| Família                  | Triadithyrididae Pearson,1977 †                | Triássico–Jurássico Superior (Titoniano)                                              |
| Família                  | Boreiothyrididae Dagys,1968 †                  | Jurássico Inferior–Cretácico Inferior (Hauteriviano)                                  |
| Família                  | Cheirothyropsidae Cooper,1983 †                | Jurássico Médio (Caloviano)                                                           |
| Família                  | Cheniothyrididae Muir-Wood,1965 †              | Jurássico Médio (Bajociano)                                                           |
| Família                  | Dictyothyrididae Makridin,1964 †               | Jurássico Médio–Cretácico Inferior (Hauteriviano)                                     |
| Família                  | Dienopidae Cooper,1983 †                       | Jurássico Médio (Caloviano)                                                           |
| Família                  | Hesperithyrididae Cooper,1983 †                | Jurássico Inferior                                                                    |
| Família                  | Lissajousithyrididae Cooper,1983 †             | Jurássico Inferior (Toarciano)–Jurássico Superior                                     |
| Família                  | Lobothyrididae Makridin,1964 †                 | Jurássico Inferior–Jurássico Superior (Kimeridgiano)                                  |
| Família                  | Muirwoodellidae Tchorszhevsky,1974 †           | Jurássico Médio–Cretácico Inferior (Berriasiano)                                      |
| Família                  | Postepithyrididae Tchorszhevsky,1974 †         | Jurássico Inferior (Toarciano)–Cretácico Inferior                                     |
| Família                  | Tchegemithyrididae Tchorszhevsky,1972 †        | Jurássico Médio (Caloviano)–Jurássico Superior                                        |
| Família                  | Tegulithyrididae Muir-Wood,1965 †              | Jurássico Inferior (Toarciano)–Jurássico Médio (Caloviano)                            |
| Família                  | Alabushevothyrididae Smirnova,1994 †           | Cretácico Inferior                                                                    |
| Família                  | Clathrithyrididae Smirnova,1974 †              | Cretácico Inferior                                                                    |
| Família                  | Harpotothyrididae Smirnova,1990 †              | Cretácico Inferior                                                                    |
| Família                  | Mametothyrididae new family,2006 †             | Cretácico Inferior (Albiano)                                                          |
| Família                  | Spasskothyrididae Smirnova,1977 †              | Cretácico Inferior                                                                    |
| Família                  | Trigonithyrididae Radulovic,1986 †             | Jurássico Médio (Bajociano)–Jurássico Superior (Oxfordiano)                           |
| Família                  | Uncertain , †                                  | Jurássico Médio (Aalenian–Bajociano)                                                  |
| Família and Subfamília   | Uncertain , †                                  | Triássico (Noriano–Rhetiano)–Jurássico Superior                                       |
| Superfamília             | Dyscolioidea Fischer & Oehlert,1891            | Jurássico Inferior–Holocénico                                                         |
| Família                  | Dyscoliidae Fischer & Oehlert,1891             | Cretácico Inferior–Holocénico                                                         |
| Família                  | Pygopidae Muir-Wood,1965 †                     | Jurássico Inferior (Pliensbachiano)–Cretácico Inferior (Barremian)                    |
| Família                  | Nucleatidae Schuchert,1929 †                   | Jurássico Inferior–Cretácico Superior (Cenomaniano)                                   |
| Família                  | Uncertain , †                                  | Jurássico Inferior (Sinemurian–Pliensbachiano)                                        |
| Superfamília             | Cancellothyridoidea Thomson,1926               | Jurássico Inferior (Pliensbachiano)–Holocénico                                        |
| Família                  | Cancellothyrididae Thomson,1926                | Jurássico Inferior (Pliensbachiano)–Holocénico                                        |
| Família                  | Chlidonophoridae Muir-Wood,1959                | Jurássico Inferior (Pliensbachiano)–Holocénico                                        |
| Família                  | Cnismatocentridae Cooper,1973                  | Cretácico Superior–Holocénico                                                         |
| Família                  | Inopinatarculidae Muir-Wood,1965 †             | Cretácico Inferior (Albiano)–Cretácico Superior (Campaniano)                          |
| Família                  | Uncertain , †                                  | Jurássico Inferior                                                                    |
| Superfamília             | Uncertain , †                                  | Jurássico Médio (Caloviano)                                                           |
| Subordem                 | Terebratellidina Muir-Wood,1955                | Triássico Superior–Holocénico                                                         |
| Superfamília             | Zeillerioidea Allan,1940                       | Triássico Superior (Induano)–Holocénico                                               |
| Família                  | Zeilleriidae Allan,1940                        | Triássico Superior (Induano)–Holocénico                                               |
| Família                  | Gusarellidae Ovtsharenko,1976 †                | Triássico Superior (Induano)–Jurássico Superior                                       |
| Família                  | Eudesiidae Muir-Wood,1965 †                    | Jurássico Inferior (Toarciano)–Jurássico Superior (Kimeridgiano)                      |
| Superfamília             | Kingenoidea Elliott,1948                       | Middle Triássico–Holocénico                                                           |
| Família                  | Kingenidae Elliott,1948                        | Middle Triássico–Holocénico                                                           |
| Família                  | Aulacothyropsidae Dagys,1972                   | Middle Triássico–Holocénico                                                           |
| Superfamília             | Laqueoidea Thomson,1927                        | Triássico Superior–Holocénico                                                         |
| Família                  | Laqueidae Thomson,1927                         | Triássico Superior–Holocénico                                                         |
| Família                  | Frenulinidae Hatai,1938                        | Neogénico (Miocénico)– Holocénico                                                     |
| Família                  | Terebrataliidae Richardson,1975                | Jurássico Superior–Holocénico                                                         |
| Superfamília             | Megathyridoidea Dall,1870                      | Cretácico Inferior–Holocénico                                                         |
| Família                  | Megathyrididae Dall,1870                       | Cretácico Superior (Campaniano)–Holocénico                                            |
| Família                  | Praeargyrothecidae MacKinnon & Smirnova,1995 † | Cretácico Inferior                                                                    |
| Família                  | Thaumatosiidae Cooper,1973                     | Holocénico                                                                            |
| Superfamília             | Bouchardioidea Allan,1940                      | Cretácico Inferior–Holocénico                                                         |
| Família                  | Bouchardiidae Allan,1940                       | Cretácico Inferior–Holocénico                                                         |
| Superfamília             | Platidioidea Thomson,1927                      | Cretácico Superior–Holocénico                                                         |
| Família                  | Platidiidae Thomson,1927                       | Cretácico Superior–Holocénico                                                         |
| Superfamília             | Platidioidea King,1850                         | Paleogénico–Holocénico                                                                |
| Família                  | Terebratellidae King,1850                      | Paleogénico–Holocénico                                                                |
| Família                  | Dallinidae Beecher,1893                        | Paleogénico (Oligocénico)–Holocénico                                                  |
| Superfamília             | Kraussinoidea Dall,1870                        | Neogénico (Miocénico)–Holocénico                                                      |
| Família                  | Kraussinidae Dall,1870                         | Neogénico (Miocénico)–Holocénico                                                      |
| Subordem                 | Uncertain ,                                    | Jurássico Médio–Holocénico                                                            |
| Superfamília             | Gwynioidea new superfamily,2006                | Jurássico Médio–Holocénico                                                            |
| Superfamília             | Uncertain , †                                  | Devónico Médio (Givetiano)                                                            |
| Família                  | Obolorugidae Zhang,1983 †                      | Devónico Médio (Givetiano)                                                            |
| Superfamília and Família | Uncertain , †                                  | Middle Triássico                                                                      |
| Superfamília             | Uncertain , †                                  | Devónico Médio (Givetiano)                                                            |

## Gallery

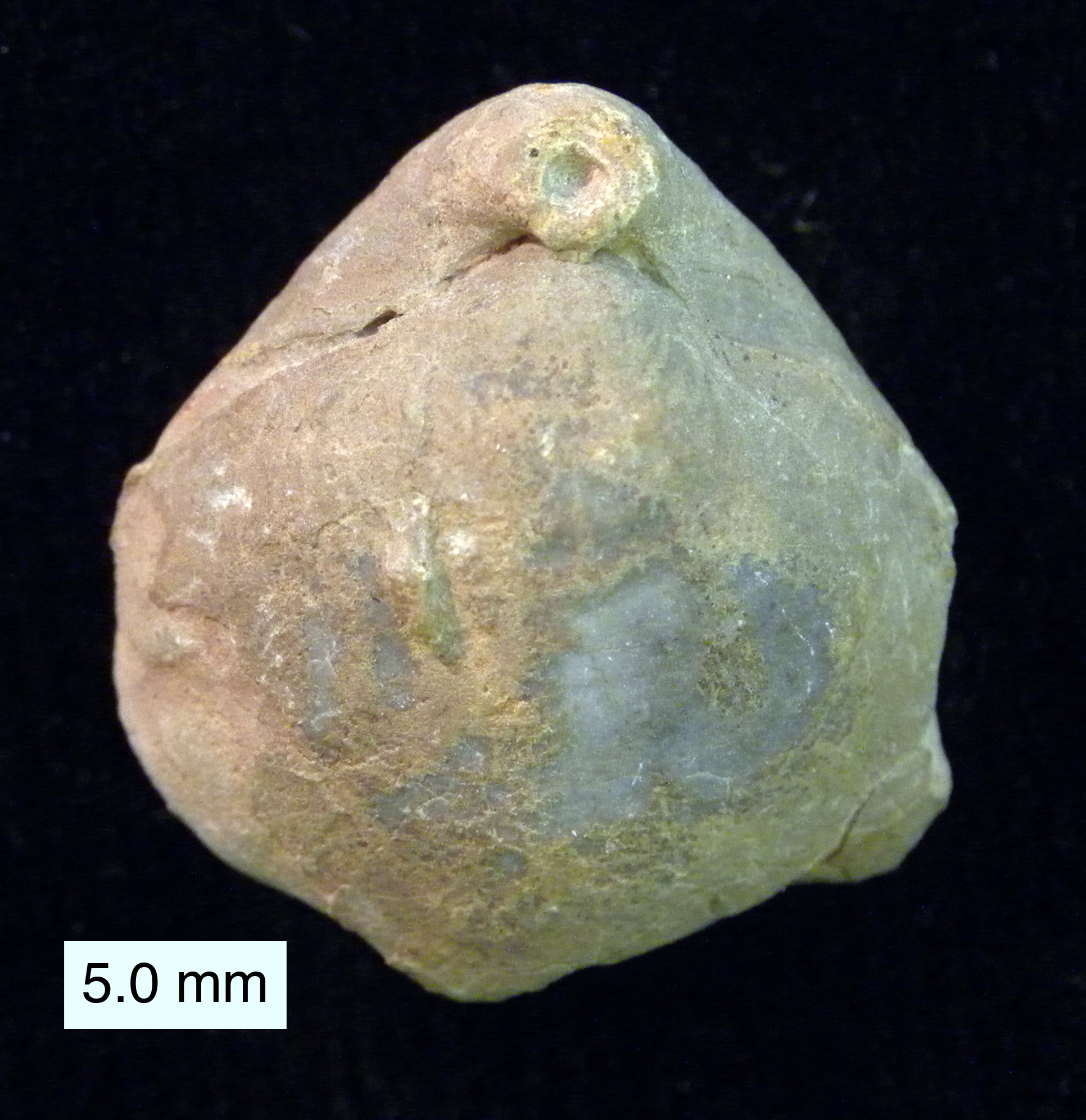
Coenothyris oweni (Do Triássico médio (Anisian) inferior Saharonim Formação, Har Gevanim, Sul Israel.
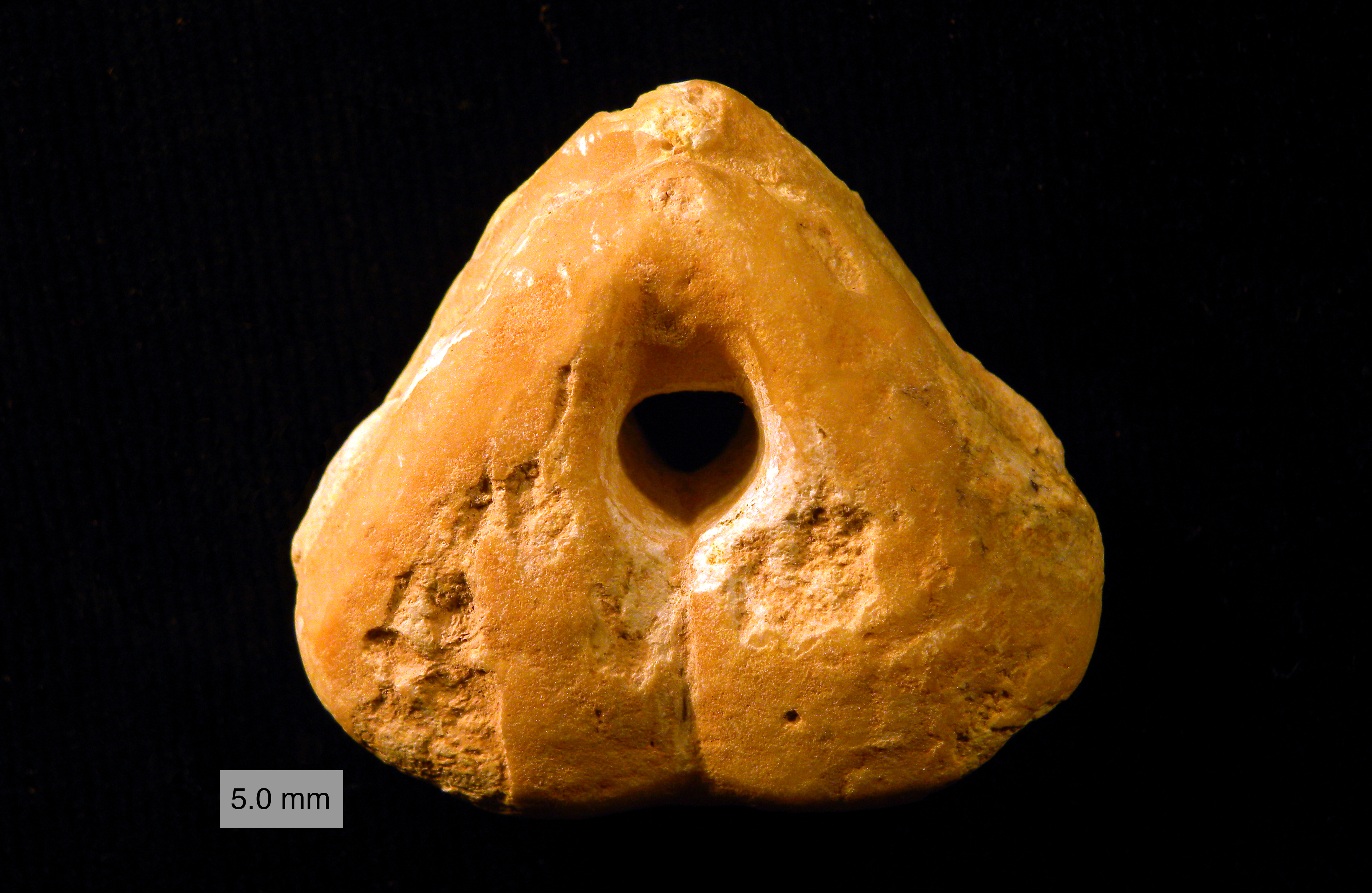
Pygites diphyoides (d'Orbigny, 1849) do Hauterviniano (Cretacico inferior) de Cehegin, Murcia, Spain. Este terebratulidio caracteriza-se por uma perfuração através das suas valvas.
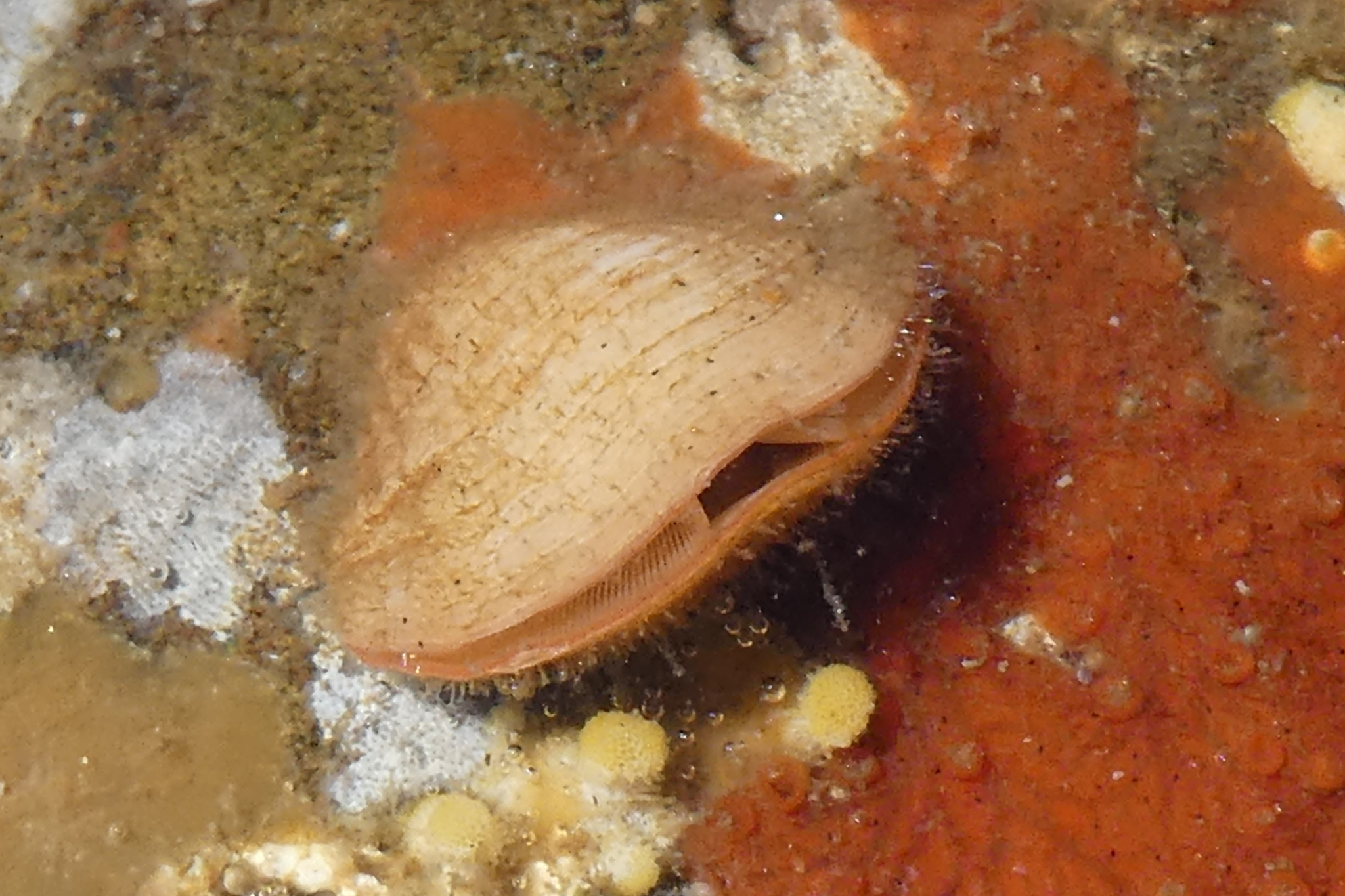
Terebratalia transversa, Terebratulidio atual
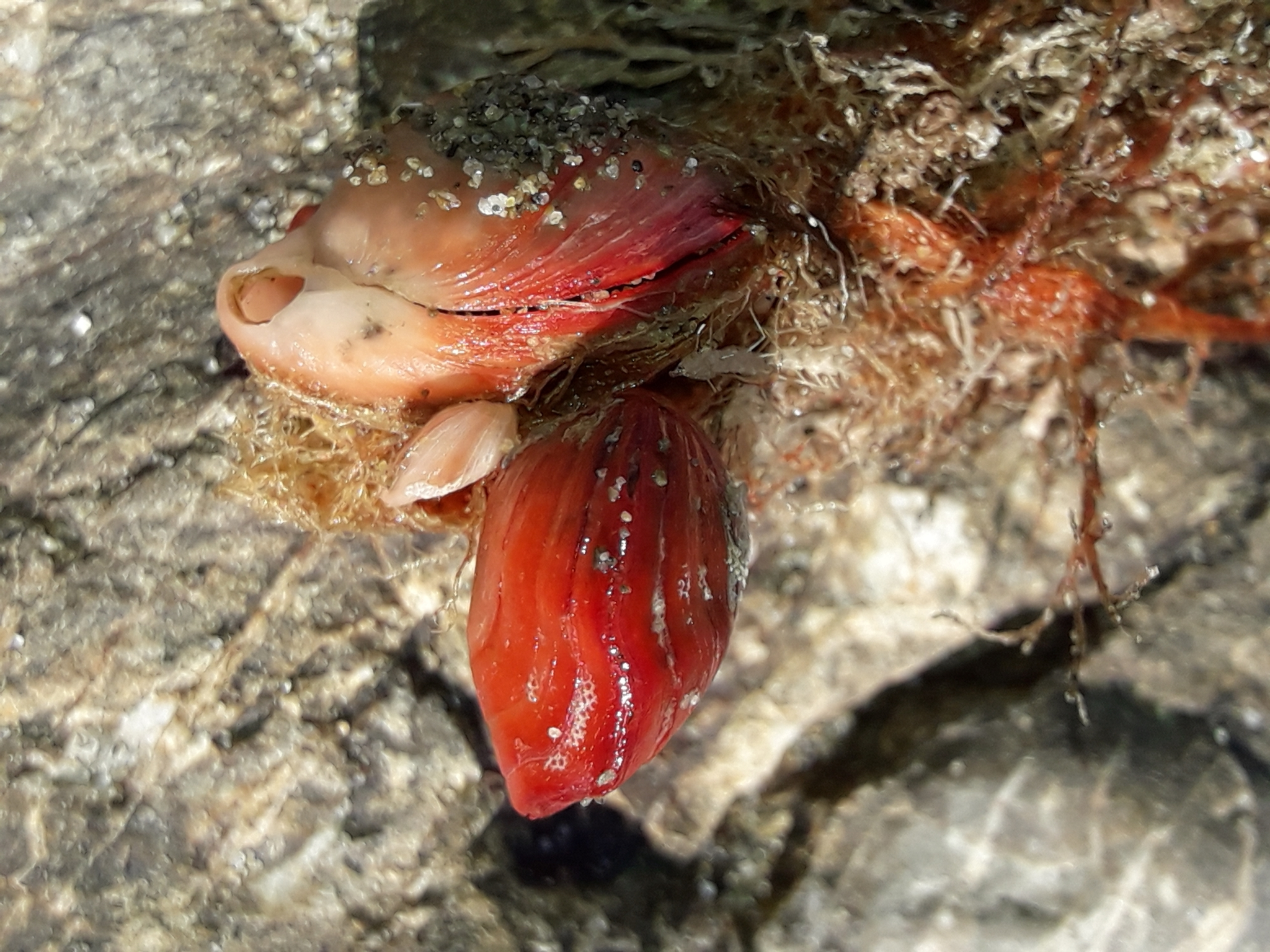
Calloria inconspicuo, Terebratulidio atual
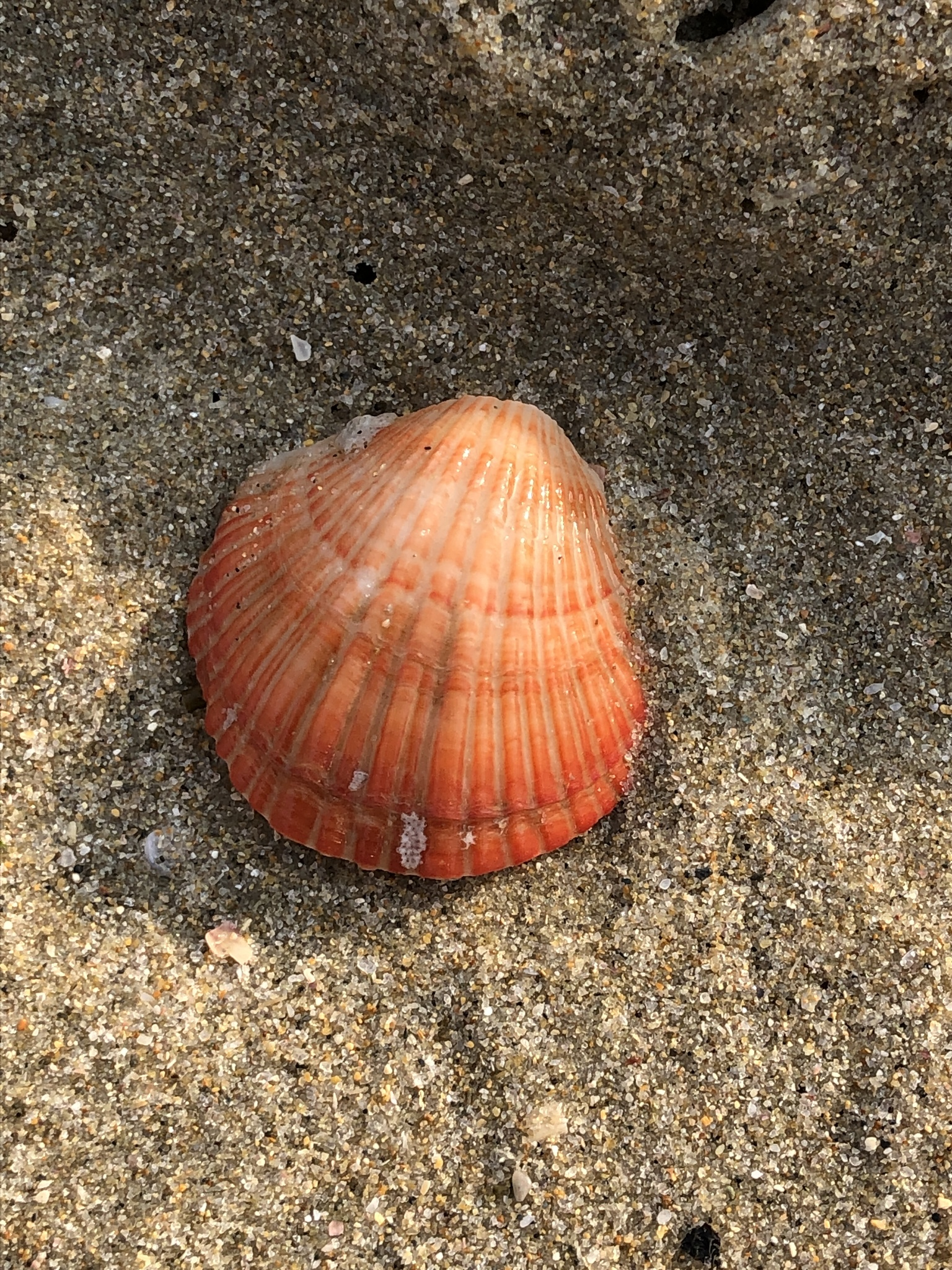
Coptothyris grayi,Terebratulidio atual